# Вонгозерка
Вонгозерка, Вонка — река в России, протекает по территории Костомукшского городского округа Карелии. Устье реки находится в 31 км Каменной. Длина реки — 36 км, площадь водосборного бассейна — 246 км².

## Бассейн
Вонка имеет правый приток — Хейпойоки. В нижнем течении протекает через Вонгозеро. К бассейну Вонки также принадлежит бессточное озеро Пирттиярви.

## Данные водного реестра
По данным государственного водного реестра России относится к Баренцево-Беломорскому бассейновому округу, водохозяйственный участок реки — Кемь от Юшкозерского гидроузла до Кривопорожского гидроузла. Речной бассейн реки — бассейны рек Кольского полуострова и Карелии, впадает в Белое море.